# Ніклас Еклунд
Ні́клас Éклунд (швед. Niklas Eklund; 1969, Гетеборг — 10 квітня 2025) — шведський трубач, фахівець з барокової музики, колишній соліст симфонічного оркестру Базельського радіо, лавреат міжнародного конкурсу.

## Біографія
Ніклас Еклунд народився в музичній сім'ї. Його першим педагогом був його батько трубач і диригент Бенгт Еклунд. Крім занять з батьком Еклунд проходив навчання в школі музики Гетеборзького університету під керівництвом Бу Нільссона. Після цього Еклунд навчався грі на бароковій трубі у Едварда Тарра в базельській академії «Schola Cantorum Basiliensis». Деякий час він також навчався у Франції у Гі Туврона і П'єра Тібо. 
Протягом п'яти років Ніклас Еклунд був солістом симфонічного оркестру Базельського радіо. Восени 1996 року він залишив оркестр, щоб присвятити себе сольним виступам. У тому ж році Еклунд став лавреатом першої премії на конкурсі трубачів імені Йоганна Альтенбурга в німецькому місті Бад-Зеккінген. Як трубач-соліст Еклунд співпрацював з багатьма відомими музикантами, серед яких Чечілія Бартолі, Зубін Мета, Джон Еліот Гардінер, Гайнц Голлігер, Андраш Шифф, Густав Леонгардт і інші.
Помер 10 квітня 2025 року у 56-річному віці.

## Роботи
- Joseon Attorney (Original Television Soundtrack) (написав музику разом із Олівером Фернстремом і Крістіною Боґеною)[3]